# Mauritiuskloster
Mauritiuskloster (auch Kloster St. Mauritius, Abtei St. Mauritius, Moritzkloster, u. ä.) ist oder war ein Kloster, das dem heiligen Mauritius geweiht war.
Deutschland
- Kloster Ebstorf, Prämonstratenser
- Zisterzienserinnenkloster Frauenprießnitz,
- Moritzkloster (Halle), Augustiner-Chorherren
- Mauritiuskloster Hildesheim, Kanonissenstift, dann Kollegiatstift
- Mauritiuskloster (Magdeburg), Benediktiner
- Kloster St. Mauritius (Medingen),  Zisterzienser
- Kloster St. Mauritius (Minden), Benediktiner
- Moritzkloster (Naumburg), erst Nonnenkloster, dann Augustiner-Chorherren
- Kloster Niederaltaich, Benediktiner
- Benediktinerabtei St. Mauritius (Tholey)

Frankreich
- Abtei Saint-Maurice de Blasimon, Aquitanien, Benediktiner
- Kloster Saint-Maurice-de-Carnoët, Clohars-Carnoët, Département Finistère, Region Bretagne, Zisterzienser
- Kloster Ebersmünster, Elsass, Benediktiner

Luxemburg
- Benediktinerabtei Clerf (St. Mauritius & Maurus)

Schweiz
- Abtei Saint-Maurice in Saint-Maurice, Kanton Wallis, Augustiner Chorherren

Ungarn
- Kloster Bakonybél, Benediktiner

Siehe auch
- Mauritiuskirche
- Moritzkloster